# Maria Roussman
Maria Pavlovna Roussman (en russe : Мария Павловна Руссман) (née Boundina le 17 mars 1989) est une ancienne joueuse de volley-ball russe. Elle mesure 1,85 m et jouait au poste de centrale. 

## Clubs
| Club                  | De        | À         |
| --------------------- | --------- | --------- |
| Leningradka-2         | 2006-2007 | 2007-2008 |
| Leningradka           | 2008-2009 | 2011-2012 |
| SDOUSCHOR-Ekran       | 2012-2013 | 2013-2014 |
| Kuusamon Pallo-Karhut | 2014-2015 | 2014-2015 |